# Gasmaschine Nr. 11 Differdingen
Die Gasmaschine Nr. 11 Differdingen (lux.: Gasmaschine Nr. 11 Déifferdenger, kurz lux.: Groussgasmaschinn) ist ein Motorgenerator der Maschinenfabrik Ehrhardt & Sehmer aus Saarbrücken, der mit Gichtgas (lux.: Héichuewegas) elektrische Energie erzeugte und gleichzeitig über Kompressoren Luft (sog. Wind) an die Gicht lieferte. Es soll dies der größte 4-Zylinder-Gasmotor sein, der jemals gebaut wurde. Zur Zeit der Errichtung war dies die erste Großmaschine ihrer Art. In Differdingen wurde die Verwendung von Gichtgas-Verbrennungsmotoren in der Stahlindustrie erstmals praktisch in großem Stil eingesetzt.

## Technische Daten
Der Anlage wurde 1938 installiert und kostete das Unternehmen HADIR rund 20 Millionen Franken, der Motorgenerator selbst 9 Millionen.
Die Maschine verfügt über 4 Zylinder mit einem Hubraum von je 3000 Litern und bei Verbrennung des Gichtgases über einer Leistung von etwa 7 bis 8 Megawatt (rund 9000 bis 11.000 PS). Der Schwungrad des Drehstromgenerators hat einen Durchmesser von 11 Metern und wiegt 350 Tonnen. Im Betrieb wird das angeschlossene Schwungrad 94 mal in der Minute gedreht. Inbetriebnahme der Anlage war erst 1942, da die Maschine aus vorgefertigten Einzelteilen vor Ort zusammengesetzt wurde. Die Anlage soll 1100 Tonnen wiegen. Insgesamt umfasste die Gaszentrale in Differdingen 14 Gasmaschinen.
Die Gasmaschinn Nr.11 Déifferdeng lieferte von 1942 bis 1979 etwa sechs Millionen Watt elektrische Energie. 1979 wurden die Hochöfen stillgelegt, seither fehlt das Gichtgas für den Betrieb des Motorgenerators.
Die Maschine befindet sich in der 1906 erbauten Gasmotorenhalle II, in der bis 1979 die Energie für das Differdinger Stahlwerk (lux.: Déifferdenger Schmelz) produziert wurde.

## Erhaltung
Die Maschine wurden am 25. Juli 2008 in die Liste der Nationalmonumente in Luxemburg aufgenommen.
Eine Association sans but lucratif (Asbl) setzt sich dafür ein, dass diese Gasmaschinenanlage erhalten blieb. Sie soll in einem Museum der Industriegeschichte integriert werden, welches nach Möglichkeit im Rahmen des ehemaligen Differdinger Stahlwerks entstehen soll.